# Tjaba tjena hallå
Tjaba tjena hallå är en barnsång med Niclas Wahlgren och Morgan Johansson som var signaturmelodi till deras barnprogram Nicke & Mojje. Låttexten handlar om hälsningsfraser. Låten skrevs ursprungligen för TV-programmet. Den finns med i albumet En skiva som släpptes 2000. År 2001 släpptes en inspelning av låten med Pernilla Wahlgren och Niclas Wahlgren inför TV-programmet Nicke & Nilla och låten finns med på musikalbumet Tjaba tjena igen. 2010 släpptes Mojje en egen inspelning av låten med till musikalbumet Att leka i finrummet.
2001 gjordes en Smurf-version av låten med titeln "Tjaba Smurfar Hallå".